# 3077 Гендерсон
3077 Гендерсон (3077 Henderson) — астероїд головного поясу, відкритий 22 вересня 1982 року.
Тіссеранів параметр щодо Юпітера — 3,632.